# 権原
権原（けんげん）とは、一定の法律行為、または事実行為をすることを正当化する法律上の原因。口頭では「権限」との混同を避けるため「けんばら」とも呼ばれる。

## 民法
ある物を使用する場合、所有権や地上権等といった物権や、賃借権や使用借権等の債権がその使用を正当化する権原である。例えば、ある土地上に木を植える場合、その土地の所有者であれば、所有権が権原となり、賃貸借契約等により土地所有者から木を植えることを許諾されていれば、その契約（または契約に基づく賃借権等）が権原となる。仮に、権原を有しない者が土地に木を植えた場合、その木は土地に付合し、土地所有者の物となる（第242条）。
また、物を占有する場合、権原の性質によって自主占有か他主占有かが決まる（民法第185条）。

## 国際法
国際法において、領域権原とは、国家による領域の支配を正当化する根拠のことである。先占、時効、併合、割譲、征服、添付がある。

### 樺太の領域権原
樺太は、江戸時代にはロシアと日本との国境線ははっきりとせず、明治政府はアイヌが居住していたという歴史的権原から樺太の領有をロシアに主張した。日露戦争後にポーツマス条約が締結されると、日本はこの条約を領域権原として領有した。その後、サンフランシスコ講和条約により、日本は南樺太に対する一切の権利を放棄したため、現在日本は南樺太の領域権原を有していない。他方、現在南樺太を実効支配しているロシア（ソ連）はサンフランシスコ講和条約に調印していないため、日本政府は、南樺太の帰属は不確定であるとの立場をとっている。